# Doe Avedon
Pour les articles homonymes, voir Avedon.

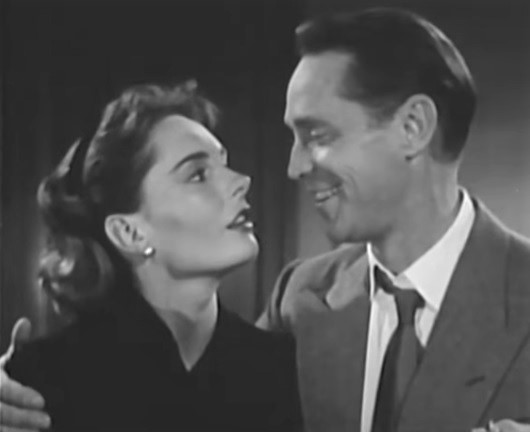
Avec Franchot Tone, dans L'Ange de la haine (1949)

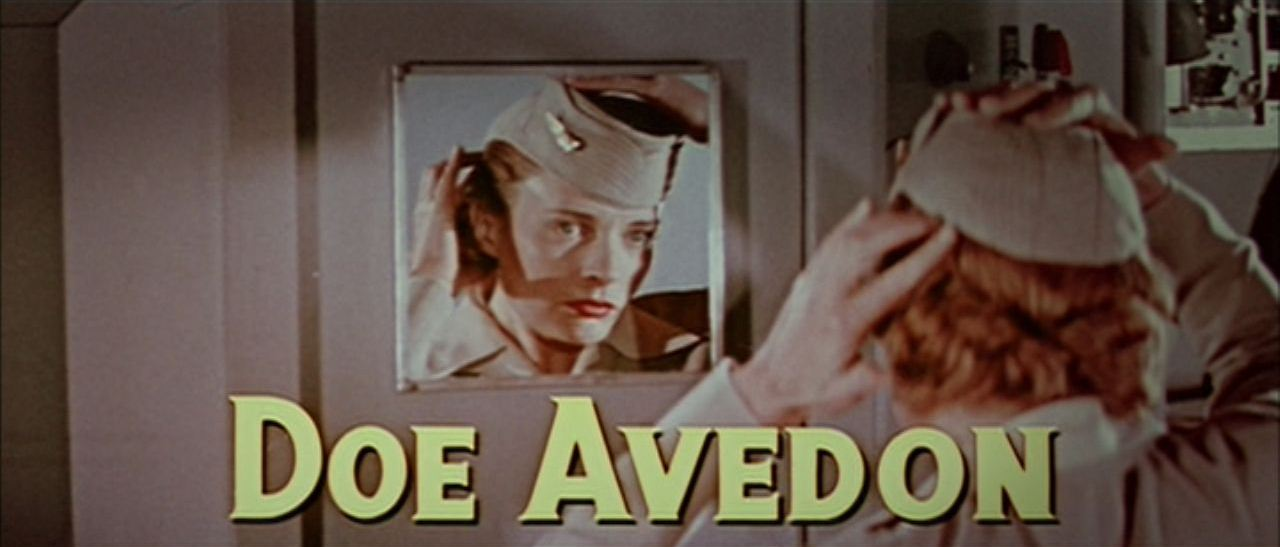
Dans Écrit dans le ciel (bande-annonce, 1954)

Dorcas Marie Nowell, née le 7 avril 1925 à Old Westbury (Long Island, État de New York) et morte le 18 décembre 2011 à Los Angeles (quartier d'Encino, Californie), est une actrice américaine, connue comme Doe Avedon.

## Biographie
En 1944, elle épouse le photographe-portraitiste Richard Avedon (1923-2004) dont elle est alors un des modèles. Devenue Doe Avedon, elle débute au théâtre à Broadway (New York) dans la pièce The Young and Fair de N. Richard Nash (1948-1949, avec Rita Gam et Julie Harris), ce qui lui vaut un Theatre World Award. Suit une seconde (donc dernière) pièce à Broadway, adaptation de L'Empereur de Chine de Jean-Pierre Aumont (1949, avec l'auteur dans le rôle principal et Arlene Francis).
Cette même année 1949, elle divorce du photographe (mais conserve son nom) et apparaît pour la première fois au cinéma dans L'Ange de la haine de Fletcher Markle (avec Franchot Tone et Jean Wallace), où elle est créditée Betty Harper (nom de scène qu'elle ne réutilisera pas). Suivent seulement quatre autres films américains, dont trois dans les années 1950, Au fond de mon cœur de Stanley Donen (avec José Ferrer et Merle Oberon) et Écrit dans le ciel de William A. Wellman (avec John Wayne et Claire Trevor), tous deux sortis en 1954, puis The Boss (en) de Byron Haskin (1956, avec John Payne et Roy Roberts).
Remariée brièvement en 1949 avec l'acteur Dan Matthews (1922-1952) qui décède prématurément dans un accident de la route, elle épouse ensuite en 1957 le réalisateur Don Siegel (1912-1991) et se retire pour se consacrer à sa famille. Divorcée en 1975, elle réapparaît une ultime fois au grand écran dans Love Streams de John Cassavetes (1984, avec le réalisateur et Gena Rowlands).
À la télévision américaine, elle contribue à huit séries, depuis The Philco Television Playhouse (un épisode, 1949) jusqu'à Climax! (un épisode, 1958).
Doe Avedon meurt fin 2011, à 86 ans, d'une pneumonie.

## Théâtre à Broadway (intégrale)
- 1948-1949 : The Young and Fair de N. Richard Nash : Drucilla Endridge
- 1949 : L'Empereur de Chine (My Name Is Aquilon) de Jean-Pierre Aumont, adaptation de Philip Barry, mise en scène de Robert B. Sinclair : Denise

## Filmographie

### Cinéma (intégrale)
- 1949 : L'Ange de la haine (Jigsaw) de Fletcher Markle : Caroline Riggs
- 1954 : Écrit dans le ciel (The High and the Mighty) de William A. Wellman : l'hôtesse de l'air Mlle Spalding
- 1954 : Au fond de mon cœur (Deep in My Heart) de Stanley Donen : Lillian Romberg
- 1956 : The Boss (en) de Byron Haskin : Elsie Reynolds
- 1984 : Love Streams de John Cassavetes : Mme Kiner

### Télévision (sélection)
(séries)
- 1949 : The Philco Television Playhouse, saison 1, épisode 28 What Makes Sammy Run? de Fred Coe : Laurette Harrington
- 1955-1956 : Big Town (en), 12 épisodes : Diane Walker
- 1958 : Climax!, saison 4, épisode 19 Albert Anastasia – His Life and Death de Buzz Kulik : Alice Peters

## Récompense
- 1949 : Theatre World Award, pour The Young and Fair.